# Pagineringstabel

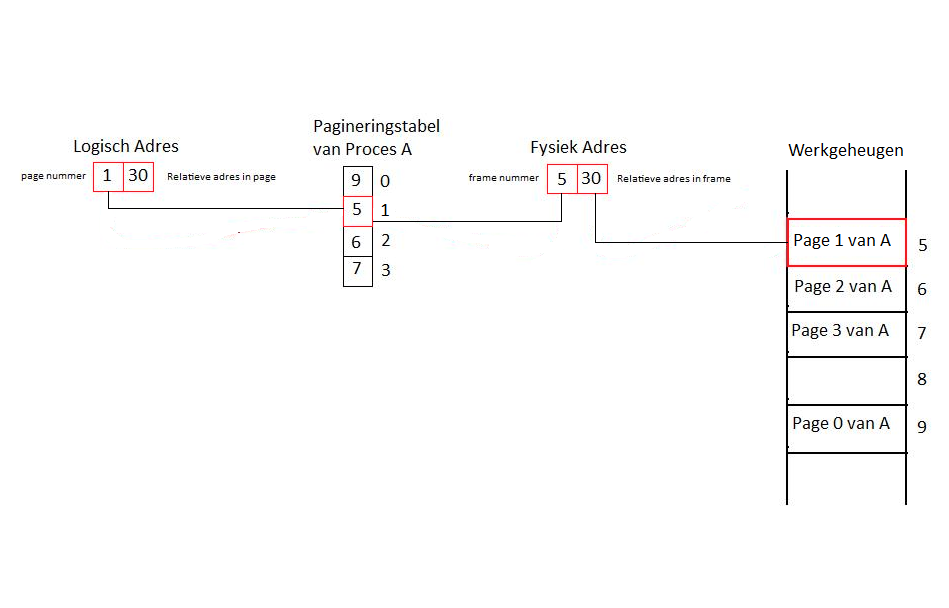
Pagineringstabel

Een pagineringstabel (Engels: page table) wordt gebruikt bij geheugenpaginering. Een pagineringstabel is een datastructuur die wordt aangemaakt door het besturingssysteem van de computer voor elk actief proces. Het is een lijst die bestaat uit een opeenvolging van frame-verwijzingen naar elke page van een proces en laat zien welk virtueel adres met welk fysiek adres verbonden is (zie figuur). 
De processor maakt toegang tot de pagineringstabel van een proces aan de hand van het logisch adres van dit proces. Het logisch adres is opgebouwd uit een pagineringsnummer en een relatief adres. De processor vertaalt dit logisch adres tot een fysiek adres aan de hand van de pagineringstabel. Het fysiek adres toont dan de frame nummer van het virtueel geheugen. In dit frame wordt dan de page van het proces opgeslagen.
Bij geheugenpaginering wordt deze vertaling van logisch naar fysiek adres gedaan door de processor van de computer.